# بها أباد (حومة دامغان)
بها أباد (بالفارسية: بهاآباد) هي مستوطنة تقع في إيران في منطقة مركزية ريفية. يقدر عدد سكانها بـ 62 نسمة بحسب إحصاء 2016.